# 게이세이 전철 3600형 전동차

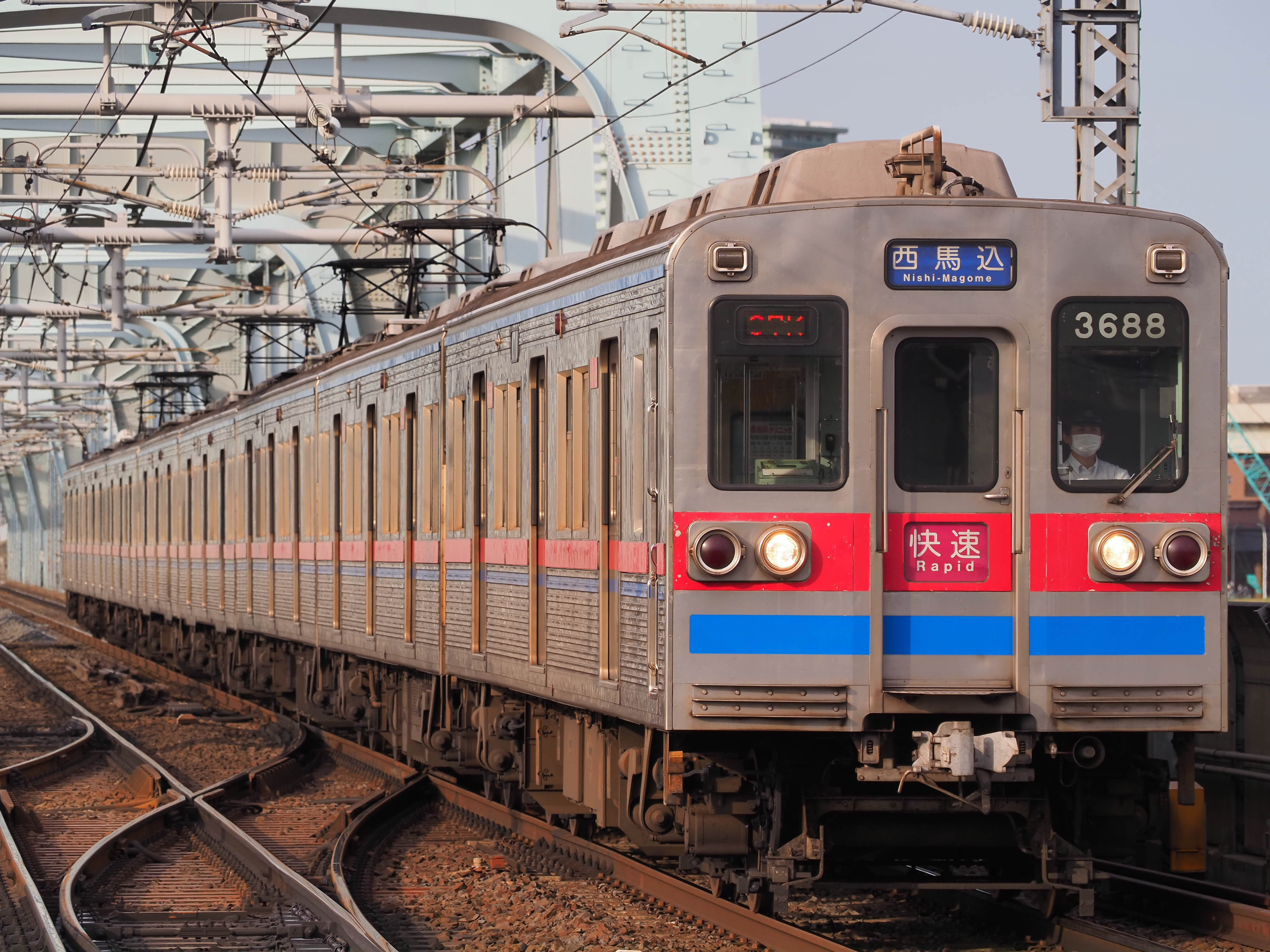
게이세이 전철 3600형 전동차

게이세이 전철 3600형 전동차(일본어: 京成3600形電車 けいせい3600がたでんしゃ[*])는 게이세이 전철에서 보유 및 운행하는 통근형 전동차이다.

## 참고 자료
- 京成電鉄. “車両紹介” (일본어). 2021년 8월 1일에 확인함.